# Ĕ
Ĕ (hoofdletter) of ĕ (kleine letter) (ĕ-breve) is een letter die wordt gebruikt in het Tsjoevasjisch en het Emiliaans. De letter wordt gebruikt in de romanisatiesystemen voor: het Khmer en het Syrisch. Deze letter wordt frequent verward met de letter ě (e-haček).

## Unicode
In Unicode heeft Ĕ de code 276 ( hexadecimaal 0114) en ĕ de code 277 (hexadecimaal 0115).